# ベノア
ベノア（Benoist）は、東京都港区に本社を置く、株式会社紀鳳産業ベノア事業部が製造・販売する紅茶、スコーン、マフィン等のブランド名。

## 概要
フランス人シェフ、ムッシュー・ベノアがロンドンに渡ったのが歴史の始まりで、最高級の味を求めて150年以上の歴史を持つとされる。主力は紅茶で、特に2ちゃんねるで話題になった「電車男」の影響からか、ベノアといえばエルメスティー、ベノアティーなどとも呼称されている。

## 組織
- 社名 - 株式会社紀鳳産業ベノア事業部
- 本社所在地 - 東京都港区虎ノ門3-6-2
- 代表者 - 水田 浩

## 歴史
19世紀半ば、フランスからロンドンに渡った伝説のシェフムッシュ・ベノアのつくった、伝統と気品に満ちた本格的アフタヌーンティー文化を持つ高級食品で、英国王室やロンドンの貴族階級のグルメ達から広く愛されたとされる。
過去、株式会社ベノアジャパンの時代には「エリザベス2世、エリザベス皇太后、チャールズ皇太子（のちのチャールズ3世）のご用達商として3つの紋章使用の許可を賜ったことがあるという伝統と格式」を持っていた。
現存する「ベノア」はその「伝統と格式」を受け継ぐ唯一の会社である。上記3つの王室御用達認定を賜った他の紅茶ブランドはトワイニングのみである。
日本には、株式会社紀文食品が株式会社松坂屋内のオンリーショップとして輸入が開始され、のちに、ベノア本社（英国）より全事業を譲渡され株式会社ベノアジャパンとなった。
その後に株式会社紀文食品の子会社である株式会社ベノアに事業譲渡され、独立して運営を行っていたが、2013年3月1日にグループ関連会社の株式会社紀鳳産業と経営統合され、現在では｢株式会社紀鳳産業ベノア事業部｣として経営されている。

## 日本での展開
- 銀座の松坂屋に、唯一のティールームがあったが、2013年6月30日の銀座松坂屋の一時閉店に伴い、閉店された。
- 大ヒットしたテレビドラマ電車男に登場したヒロイン（エルメス）に、主人公がベノアの紅茶をふるまわれる一場面があり、それを機に話題が沸騰、一気にメジャーな銘柄として広く世間に認知された。
- 紅茶は、150年来受け継がれるベノア伝統のブレンド技術を、各産地に伝承し、インド・スリランカから直輸入している。1回に販売される茶葉の量を少なくすることで、卓越したブレンド技術が活き、より豊潤な味わいと香りが生まれるのだという。

## 主な製品
- 紅茶 - アールグレイ、ダージリン・ティー、セイロンティー、セイロン・ウバ、アッサム、キーマン、ミルクティーなど
- スコーン
- マフィン
- ケーキ
- ジャム
- クロテッドクリーム

※近年、コッツウォルド・ハニーという蜂蜜を「UKセレクション」という名称で販売している。

## 過去の直営店
- ベノア・ショップ銀座店 東京都中央区銀座3-6-1 松屋銀座B1F (2008年12月1日 - 2014年)
  - スコーン、クロテッドクリーム、ティーバッグの贈答品などを販売。
- ベノア・ティールーム 東京都中央区銀座6-10-1 銀座松坂屋4F (2013年6月30日閉店)
  - アフタヌーンティーセット、クリームティーセット、サンドイッチセットなど本格的な英国文化が楽しめる店舗であった。
- ベノア・ショップうめだ店 大阪市北区角田町8-7 阪急百貨店うめだ本店1F (2009年9月3日 - 2013年4月9日)
  - スコーン、クロテッドクリーム、ティーバッグの贈答品などを販売。
- ベノア・ショップ名古屋店 名古屋市中村区名駅1-1-4 ジェイアール名古屋タカシマヤB2F (2011年3月2日 - 2013年4月9日)
  - 焼きたてスコーン、クロテッドクリーム、ティーバッグの贈答品などを販売。
- ベノア・ショップ博多店 福岡市博多区博多駅中央街1-1 博多阪急百貨店B1F (2011年3月3日 - 2013年4月30日)
  - 焼きたてスコーン、クロテッドクリーム、ティーバッグの贈答品などを販売。
- ベノア・ショップ大丸神戸店 神戸市中央区明石町40番地 (2012年4月2日 - 2013年4月23日)
  - 焼きたてスコーン、クロテッドクリーム、ティーバッグの贈答品などを販売。